# Ukradené štěstí (Ambros)
Ukradené štěstí je opera o třech jednáních českého skladatele Vladimíra Ambrose na libreto Květy Zahradníkové-Krapkové podle stejnojmenné činohry ukrajinského spisovatele Ivana Franka. Poprvé ji uvedlo 19. února 1925 Národní divadlo v Brně.

## Vznik a charakteristika
Ukradené štěstí je první Ambrosova opera a skladatel k ní přistoupil v době, kdy měl ještě málo kompozičních zkušeností. Libretistka pro něj zpracovala Frankovu hru podle Graciana Černušáka „celkem obratně“ (kritika v brněnské Rovnosti ho dokonce považovala za „znamenité“ a shledávala, že „svým ekonomickým uspořádáním zaručuje jevištní efekt“).
O hudbě soudil recenzent Rovnosti, že „spíše ilustruje než stylisuje, je však plynná a velmi charakteristická“. I Černušák se ve své recenzi domníval, že text skladatele táhl „spíše k sensačně přibarvenému ději nežli ke kresbě povah a vnitřnímu zvládnutí dramatického konfliktu, ostatně více pudového než citového“. S odstupem času pak konstatoval: „Skladatel osvědčuje tu značnou pohotovost technickou, projevuje smysl pro divadelní účinnost a uplatňuje barvitou zvukovost, ale nedospívá osobitého slohového řešení.“ Hudba Ukradeného štěstí byla v Brně shledávána výrazově závislou na Ambrosově dřívějším učiteli Leoši Janáčkovi, jak se projevil například v Káti Kabanové, a to zvláště „v úmyslném primitivismu hudebního výrazu pro okamžiky největšího dramatického napětí, v motivických prvcích, ve vedení zpěvních hlasů“ (Černušák). Zejména v harmonii a instrumentaci však Ambros vychází i z francouzského impresionismu a italského verismu.
Brněnské divadlo ostatně operu uvádělo v kombinaci s baletním zpracováním Janáčkových Valašských tanců. Derniéra se konala již po necelých dvou měsících od premiéry – 16. dubna 1925. Ukradené štěstí poté nastudovalo české divadlo v Olomouci: premiéra se konala 5. února 1927 a odehráno bylo celkem pět představení. Od té doby Ambrosova operní prvotina hrána nebyla
Na stejný námět napsal na sklonku 50. let 20. století operu Ukradené štěstí také ukrajinský sovětský skladatel Julij Mejtus.

## Osoby a první obsazení
| osoba                                | hlasový obor | premiéra (19. února 1925) |
| ------------------------------------ | ------------ | ------------------------- |
| Mikola Zadorožnyj (Zadarožný)        | baryton      | Bohdan Černík             |
| Anna, jeho žena                      | soprán       | Alba (Albína) Sehnalová   |
| Michal Hurman (Heřman), četník       | tenor        | Karel Zavřel              |
| Babyč                                | bas          | Jaroslav Tyl              |
| Nasťa, jeho žena                     | alt          | Jelena Ježićová           |
| Starosta                             | bas          | Jaroslav Čihák            |
| Šloma, krčmář                        | tenor        | Bedřich Zavadil           |
| Děvčata, hoši, muži, ženy, muzikanti |              |                           |
| Dirigent: Jan Janota                 |              |                           |
| Režie: Ota Zítek                     |              |                           |

## Děj opery
Odehrává se v malé podhorské vsi na Haliči.

### 1. dějství

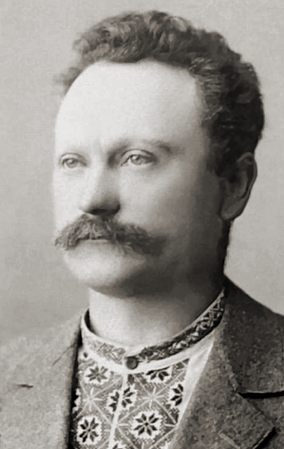
Ivan Franko, fotografie z roku 1898

(Večer v chatě Zadorožného) V chatě rolníka Mikoly Zadorožného se sešli sousedé na besedu. Mladá hospodářova manželka Anna hostí sešlost s pomocí sousedky Nasťou Babyčovou. Obě čekají na návrat manželů z práce v lese. Babyč se vrátí dříve a s ním a Nasťou odejdou i ostatní hosté.
Mikola se konečně vrací a zkrvavenou tvář i oděv vysvětluje tím, že měl v lese střet se starostou. Manželé usedají k večeři. V tom se ozve zabušení na dveře chalupy a vstoupí muž v četnické uniformě. Anna a Mikola v něm s ohromením poznávají svého starého známého, Michala Hurmana, o němž se domnívali, že již dávno padl někde v Bosně. Mikola ani nevěří, že má před sebou lidskou bytost, a v Aně by se krve nedořezal. Byla totiž kdysi Michalovou snoubenkou a nyní se obává trestu za to, že porušila slib věčné věrnosti, který kdysi Michalovi dala. Hurman však dorazil do vsi pracovně a prosí o nocleh. Přitom se s podezřením vyptává hospodáře na to, kde se dnes večer zdržoval, a na původ krve na jeho oděvu. Mikola na jeho otázky odpovídá vyhýbavě a jde mu připravit lůžko.
Michal zůstává s Annou sám. Nevyčítá jí, že se provdala. Ví, že to její bratři ji donutili vzít si chudého a slabošského muže, aby ji mohli připravit o dědický podíl, a rozšířili falešnou zprávu o Michalově smrti. Michal přísahá pomstu všem, kdo mu „ukradli štěstí“ – a Anna se obává, že tím myslí i Mikolu.
(Proměna – Tamtéž ráno) Noc minula bez událostí a Michal za rozbřesku odešel. Mikola se chystá na pole za prací, Anna poklízí. Do chaty náhle vstupuje starosta s Hurmanem a dalšími četníky, doprovázený Babyčem. Starosta obviní Mikolu, že včera večer povraždil v krčmě na Kupině všechny židy: důkazem je Mikolův zakrvácený oděv. Michal ho zatýká, a když se Mikola brání, je odveden v poutech. Anna je na rozpacích, jak se zachovat. Cítí, že její láska k Michalovi stále trvá.

### 2. dějství
(Vesnická krčma) Je svátek a v krčmě vyhrává muzika. Od zatčení Mikoly je poměr mezi Annou a Michalem veřejným tajemstvím, přesto se Anna vzpírá, když ji Michal vleče do sálu a na truc pohoršeným sousedům ji provádí kolem.
Tanec však netrvá dlouho a hudba i zpěv rázem umlknou, když se objeví nečekaný navrátilec, Mikola. Podařilo se mu prokázat svou nevinu. Vítá se s Annou, která se topí v rozpacích, a odvádí ji domů, následován Michalem Hurmanem.

### 3. dějství
(V chalupě Zadorožného) Mikola je sice zpátky doma, ale Anna netrpělivě vyhlíží Michala, kterého navzdory svému manželskému slibu vášnivě miluje. Za chvíli se Michal objeví ve dveřích a Anna mu ihned padne do náruče. Přítomnosti Mikoly si milenci vůbec nevšímají. Mikola prosí svou ženu i Michala, aby alespoň před lidmi nevystavovali svůj poměr tak okatě najevo. Anna a Michal však Mikolovo zapřísahání a naříkání nevnímají a Michal nakonec Mikolu vyhodí z jeho vlastního domu.
(Proměna – Tamtéž později) Ponížený Mikola zanedbává hospodářství a hledá útěchu v kořalce. Dnes sezval sousedy na pohoštění – na zapití svého „ztraceného štěstí“. Sousedé zvědaví na rodinnou půtku se přihrnou a jsou svědky očekávané scény, když se objeví četník Hurman s Annou. Michal se chová suverénně jako pán domu a Mikolovy hosty bez cirátů vyhodí.
Mikola se přece jen četníkovi vzepře: jakým že to právem vyhání jeho hosty a chová se v Zadorožného chalupě jako doma? Michal úsečně tvrdí, že mu Mikola ukradl štěstí a že si on teď jen bere zpátky to, co mu po právu náleží. Jeho slova vyprovokují Mikolu k nečekané zuřivosti a nastane rvačka, v níž mnohem slabší Mikola bere na obranu sekyru a zasáhne jí Michala do prsou. Sousedé, kteří se nevzdálili daleko, přibíhají zpět a nalézají umírajícího Michala. Ten tvrdí, že si ránu přivodil sám. Posledními silami prosí Annu a Mikolu, aby odpustili jemu i sobě navzájem a smířili se.